# Kawiowate
Kawiowate, dawniej także: marowate (Caviidae) – rodzina ssaków z infrarzędu jeżozwierzokształtnych (Hystricognathi) w obrębie rzędu gryzoni (Rodentia). Kopalne marowate znane są już od miocenu. Rodzina obejmuje 6 rodzajów z 20 gatunkami. Współcześnie żyjącymi przedstawicielami marowatych są m.in. kawia domowa (potocznie: świnka morska), mara patagońska i kawia brazylijska.

## Budowa

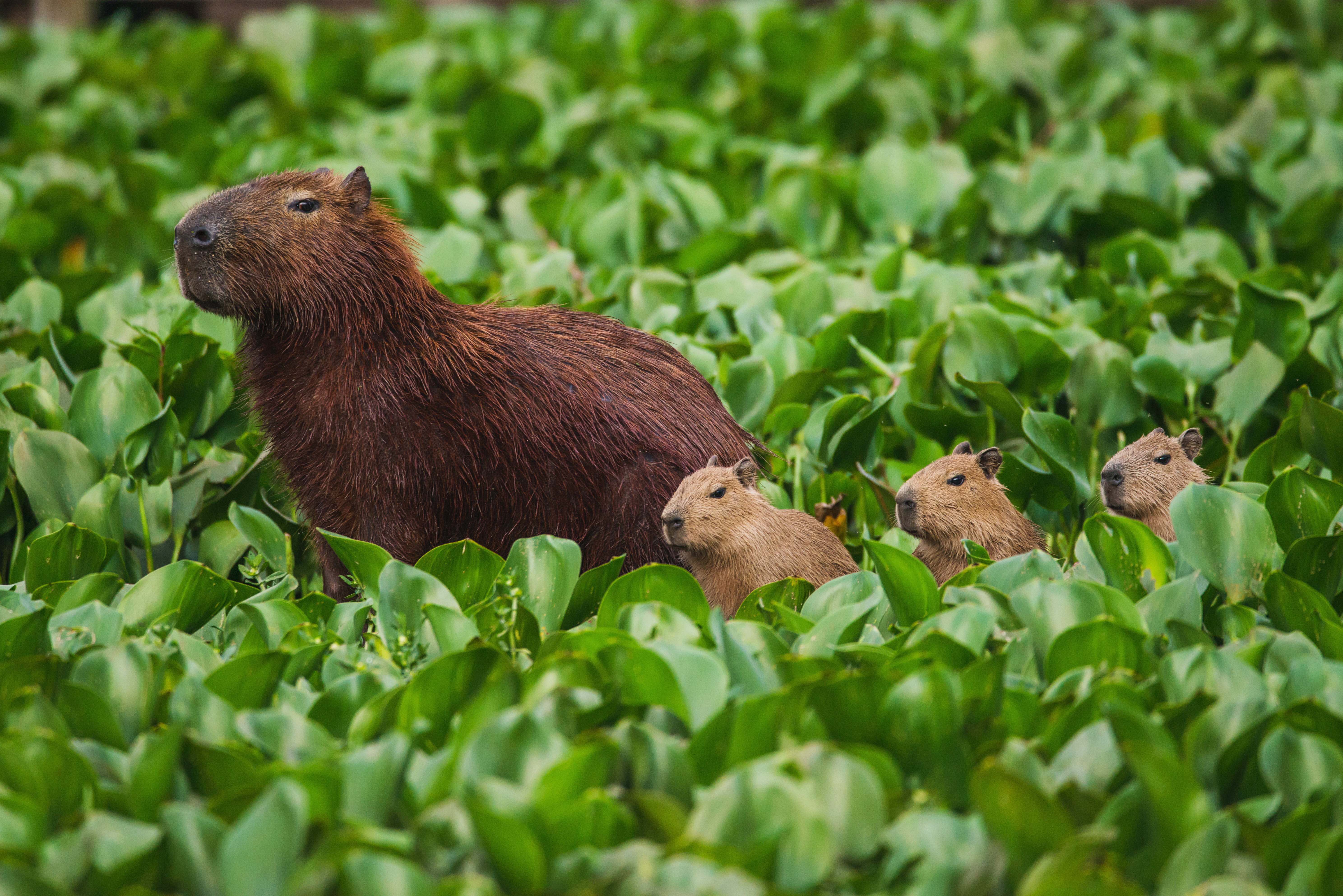
Kapibara wielka

Kawie osiągają zwykle niewielkie rozmiary. Kawia domowa dorasta 20–30 cm. Znacznie większe mary dorastają 50–70 cm, zwłaszcza większa mara patagońska. Nawet ona nie może się jednak mierzyć z największym z gryzoni, metrowej długości kapibarą wielką. Jeszcze większe były rodzaje wymarłe.
Kawia domowa waży od 300 do 500 g, mara natomiast 8-9 kg. Kapibara większa przekroczyć może 50 kg.
Głowa u kapibar jest potężna, uwagę przykuwa duży ostatni ząb trzonowy. Kształt ciała mar porównywany bywa do zajęczego, ich kończyny zaś do antylopich. Zupełnie inne łapy, przystosowane nieco do wspinania się, mają moko – wyposażone są one w pazury i podeszwy utrudniające poślizgnięcie się na wysokości. Z kolei przystosowana do pływania kapibara ma między palcami błonę. Ogona u mar nie ma.

## Ewolucja
Kawiowate wyodrębniły się w miocenie. Natomiast na kolejną epokę pliocenu przypada największa ich różnorodność.

## Systematyka
Do rodziny marowatych należą następujące występujące współcześnie podrodziny:
- Caviinae G. Fischer, 1817 – kawie[7][3], obejmująca liczne niewielkie gatunki, obejmuje rodzaje kawia (liczący 5-6 gatunków, w tym kawia domowa), kawiaczka, pseudokawia i moko[5],
- Hydrochoerinae J.E. Gray, 1825 – kapibary[7][3], niegdyś wyodrębniane do własnej rodziny wbrew badaniom genetycznym, z rodzajem kapibara obejmującym gatunki kapibara wielka i kapibara mała[5],
- Dolichotinae Pocock, 1922 – mary[7][3], dwa rodzaje mara i Pediolagus z dwoma gatunkami – marą patagońską i solniskową[5].

Obejmują one w sumie 6 rodzajów obejmujących 20 gatunków. W XXI wieku doszło do wyodrębnienia kolejnych, wcześniej nieuznawanych za odrębne gatunki, dzięki metodom biologii molekularnej.
Opisano również podrodzinę wymarłą:
- Cardiomyinae Kraglievich, 1930

Rodzaj wymarły o niejasnej pozycji systematycznej i nie sklasyfikowany w żadnej z podrodzin:
- Strata Ameghino, 1886[9] – jedynym przedstawicielem był Strata elevata Ameghino, 1886.

## Rozmieszczenie geograficzne
Żyją w Ameryce Południowej od Wenezueli aż po Argentynę.
Kawiowate zasiedlają rozmaite środowiska. Niektóre z nich, jak kawia, zamieszkują tereny otwarte, porosłe trawą. Inne preferują skały, jak moko, zręcznie wspinający się po skałach czy drzewach. Jeszcze inne wiodą ziemno-wodny tryb życia, jak kapibary.

## Ekologia
Kawiowate spożywają pokarm roślinny. Niektóre żywią się trawą czy inną roślinnością zielną, czego przykładem są: mara, kawia i pseudokawia. Inne preferują liście, wśród nich moko i mikrokawia. Jeszcze inne spożywają i trawy, i liście, jak również roślinność wodną – tak odżywiają się kapibary.
Tryb życia również prowadzą rozmaity, niekiedy samotny, jak niektóre kawie, niekiedy w grupach, dość luźnych w rodzajach pseudokawia i kawiaczka, trwałych zaś u kapibar, u których liczą od 10 do 20 sztuk, z dominujących samcem, i mniej trwałymi zbiorowiskami liczącymi 100 i więcej zwierząt. Odrębność wykazują mary, spędzające życie w monogamicznych parach. Kawia czy mara aktywne są za dnia.

## Rozmnażanie

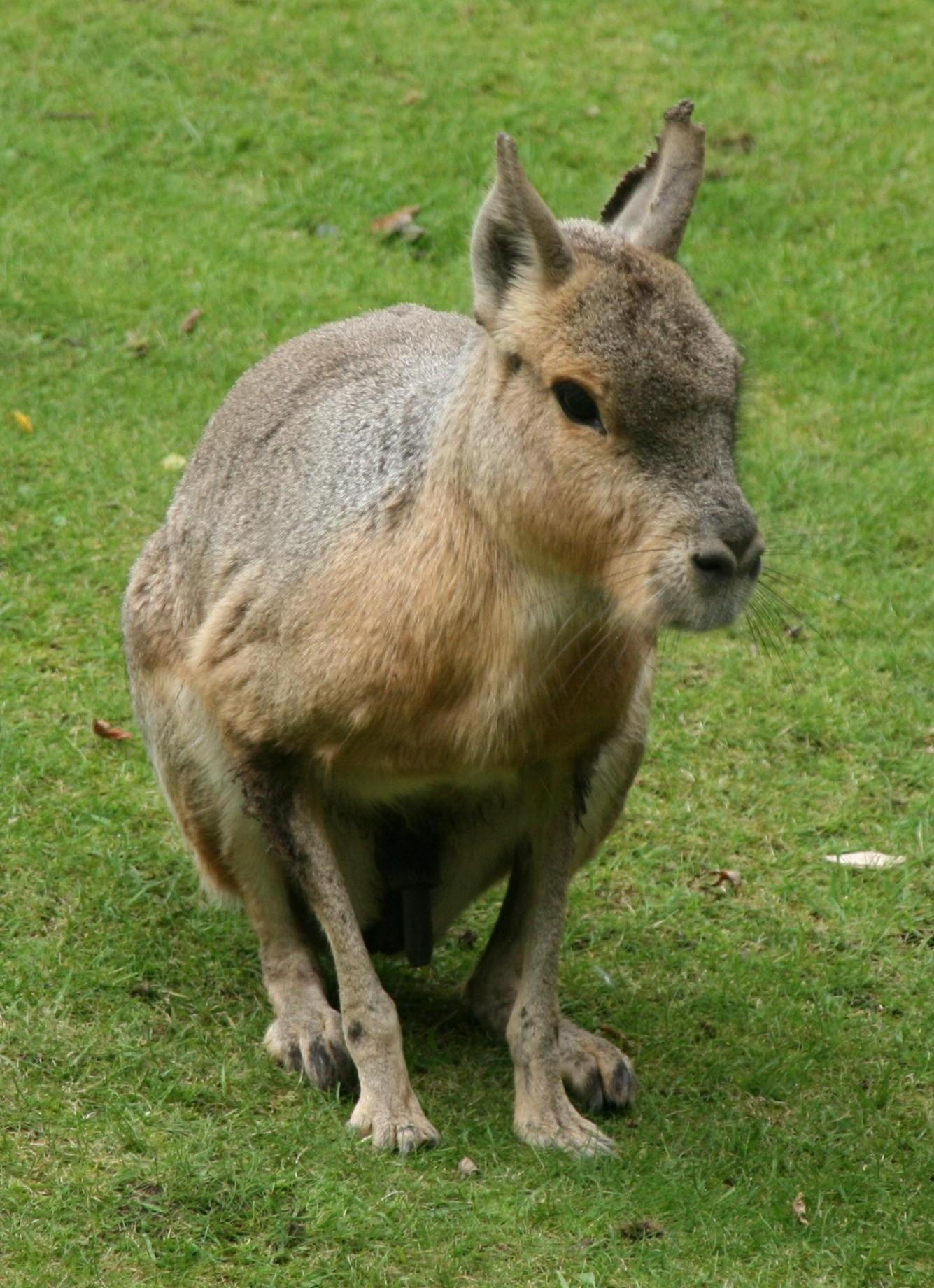
Mara patagońska

Sposób rozrodu kawiowatych nie przedstawia interesujących odrębności od rozrodu Caviomorpha w ogólności. Po współżyciu samica Caviinae zachodzi w dość długo trwającą ciążę. Po 50-75 dniach rodzi 2-3 noworodki. Mimo że są one dobrze rozwinięte, matka sprawuje nad nimi długo trwającą opiekę. U mar ciąża trwa dłużej, 3 miesiące, po których na świat przychodzi jedno młode bądź bliźnięta. Matka może rodzić dwa razy w roku. Samice zamieszkujące dany obszar zwykle rodzą w podobnym czasie, a następnie umieszczają swe potomstwo we wspólnej norze. Pomimo szybkiego włączenia do diety pokarmów stałych przez 4 miesiące matki karmią swoje młode mlekiem, kolejno podchodząc do nory i przywołując własne dzieci. Samica poznaje po zapachu własne potomstwo, nie pozwalając ssać własnego mleka cudzym dzieciom. W rezultacie karmienie trwa przez dłuższy czas, a jednocześnie nora chroniona jest przez kolejno karmiące samice. U kapibary występuje dłuższa, licząca 5 miesięcy ciąża, po której matka wydaje na świat najczęściej 4 młode, niekiedy do siedmiu.

## A człowiek
Do kawiowatych należy udomowiona kawia domowa. Udomowiona została prawdopodobnie przez Inków, którzy hodowali kawie dla mięsa, jak też składali je w ofierze. Jadalna jest również kapibara.